# Yoshihiro Masuko
Yoshihiro Masuko (益子 義浩 Masuko Yoshihiro?), född 12 juli 1987 i Tokyo prefektur, är en japansk fotbollsspelare.
Masuko började sin karriär 2010 i Arte Takasaki. Efter Arte Takasaki spelade han för Fukushima United FC och Grulla Morioka.